# Обербальм
Обербальм (нем. Oberbalm) — коммуна в Швейцарии, в кантоне Берн.
Входит в состав округа Берн. Население составляет 877 человек (на 31 декабря 2006 года). Официальный код — 0357.